# Jordan EJ12

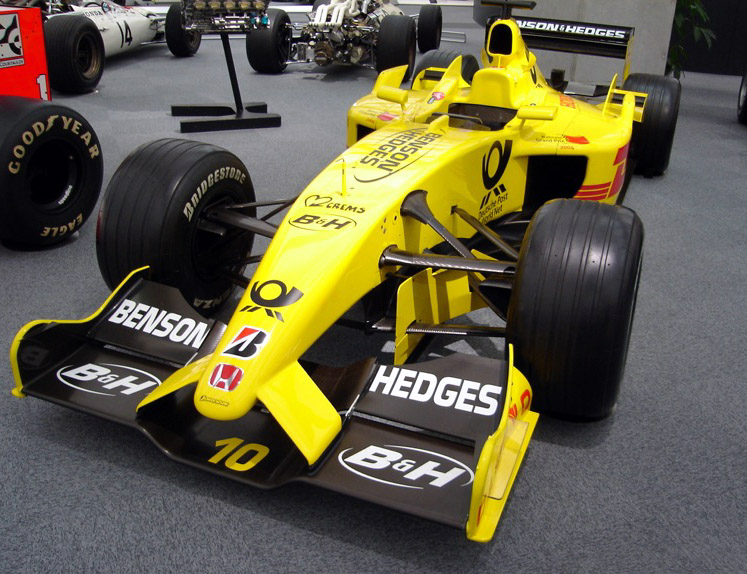
El EJ12 en exposición.

El Jordan EJ12 era el coche con el cual el equipo Jordan compitió en la Temporada 2002 de Fórmula 1. El coche fue pilotado por Giancarlo Fisichella y Takuma Satō.
El EJ12 incorporaba duras revisiones de diseño en la parte delantera del chasis, en consecuencia requerían un reagrupamiento del sistema de suspensión delantera. Los materiales nuevos y las técnicas de producción habían sido usadas en el chasis para reducir más aún el peso y la ubicación del centro de gravedad, con los deflectantes revisados haciendo que el impacto lateral en la estructura fuera más pequeño pero más eficiente.
Debido a la falta de inversiones por parte de patrocinadores, el equipo dio un paso atrás. Fisichella sobrepasó la capacidad del coche con frecuencia en calificación, alcanzando un sexto puesto en el Gran Premio de Canadá de 2002 que sorprendió a propios y extraños. Incluso pudo lograr conseguir tres quintos puestos consecutivos y puntuar en el Gran Premio de Hungría de 2002. Satō mostraba algunos destellos de velocidad, pero solo logró dos puntos en el gran premio de su país en el circuito de Suzuka. A pesar de la pérdida de forma, Jordan Grand Prix aún se mantenía sexto en el campeonato por delante de BAR.

## Resultados

### Fórmula 1
(Clave) (negrita indica pole position) (cursiva indica vuelta rápida)

| Año         | Motor            | Neu. | N.º | Pilotos              | 1   | 2   | 3   | 4   | 5   | 6   | 7   | 8   | 9   | 10  | 11  | 12  | 13  | 14  | 15  | 16  | 17  | Puntos | Pos. |
| ----------- | ---------------- | ---- | --- | -------------------- | --- | --- | --- | --- | --- | --- | --- | --- | --- | --- | --- | --- | --- | --- | --- | --- | --- | ------ | ---- |
| 2002        | Honda RA002E V10 | B    |     |                      | AUS | MYS | BRA | SMR | ESP | AUT | MON | CAN | EUR | GBR | FRA | GER | HUN | BEL | ITA | USA | JPN | 9      | 6.º  |
| 2002        | Honda RA002E V10 | B    | 9   | Giancarlo Fisichella | Ret | 13  | Ret | Ret | Ret | 5   | 5   | 5   | Ret | 7   | DNQ | Ret | 6   | Ret | 8   | 7   | Ret | 9      | 6.º  |
| 2002        | Honda RA002E V10 | B    | 10  | Takuma Satō          | Ret | 9   | 9   | Ret | Ret | Ret | Ret | 10  | 16  | Ret | Ret | 8   | 10  | 11  | 12  | 11  | 5   | 9      | 6.º  |
| Referencia: |                  |      |     |                      |     |     |     |     |     |     |     |     |     |     |     |     |     |     |     |     |     |        |      |